# Todd Canedy
Todd Canedy (* 26. November 1952 in Flora, Illinois; † 15. Dezember 2015 in Midwest City, Oklahoma) war ein US-amerikanischer Jazzschlagzeuger und Musikproduzent.
Canedy studierte an der California State University, Fullerton, und absolvierte einen Workshop bei Louis Bellson. 1972 kam er nach Europa, um das Montreux Jazz Festival zu besuchen. Er arbeitete mit Bobby Jones und Horace Parlan, um dann im Trio von Joe Haider zu spielen; er ist auch an dessen Album Reconciliation (1974 mit Ack van Rooyen und Andy Scherrer) beteiligt. Mit Haider ging er an die Swiss Jazz School, um dort Schlagzeug zu unterrichten. In den nächsten Jahren spielte er mit Wolfgang Dauner, Dusko Goykovich und der Rhythm Combination and Brass von Peter Herbolzheimer. Seit 1978 gehörte er zur Austria 3 von Werner Pirchner, Harry Pepl und Adelhard Roidinger, mit denen er auch das gleichnamige Album (1979) einspielte. Als Jazzmusiker ist er auch auf Alben mit Dieter Reith, Peter Herbolzheimer, Stephan Diez, Don Sugarcane Harris, Wolfgang Schmid und Frank Rosolino dokumentiert.
Daneben arbeitete er als Studiomusiker im Bereich der Unterhaltungsmusik (Soundtrack zur Anime-Serie Captain Future), wo er auch als Sänger, Produzent und Songwriter („Sail Away“) tätig war. Auch komponierte er Filmmusik für den Spielfilm Mama Mia – Nur keine Panik (1984). Zuletzt war er als IT-Manager eines Unternehmens in Oklahoma tätig.
Er starb am 15. Dezember 2015 an den Folgen einer Krebserkrankung.

## Lexikalische Einträge
- Jürgen Wölfer: Jazz in Deutschland. Das Lexikon. Alle Musiker und Plattenfirmen von 1920 bis heute. Hannibal, Höfen 2008, ISBN 978-3-85445-274-4.